# Iphigenia (opéra)
Iphigenia ou … (Iphigenia) est un opéra écrit par Wayne Shorter avec un livret de Esperanza Spalding, inspiré par la tragédie Iphigénie en Tauride d'Euripide.

## Contexte
Alors qu'il est âgé de 19 ans, Wayne Shorter commence à écrire The Singing Lesson, un opéra à propos d'une jeune femme de Greenwich Village dont le frère fait partie d'un gang à moto. Il abandonne l'idée à la sortie de West Side Story,. Après une représentation de Gaia en 2013, Shorter confie à la chanteuse Esperanza Spalding qu'il a toujours rêvé d'écrire un opéra. La musicienne lui rétorque : « alors pourquoi diable n'en écris-tu pas un ? ». Shorter commence alors à écrire ce qui deviendra Iphigenia, demandant à Spalding d'écrire à partir de la musique le livret, et d'interpréter le personnage principal.
L'équipe est également constituée de l'architecte Frank Gehry, chargé des décors, de la metteuse en scène Lileana Blain-Cruz, du producteur exécutif Jeff Tang, du chef d'orchestre Clark Rundell, qui contribue à certaines orchestrations, ainsi que des musiciens,. Caroline Shaw contribue aux arrangements vocaux.

## Processus de création
Shorter, qui n'apprécie guère les hiérarchies, impulse une démarche collaborative et d'expérimentation collective, démarche qui se poursuivra jusque dans les représentations sur scène.
La santé de Shorter se dégrade sérieusement à partir de 2018, alors qu'il est âgé de 85 ans : il ne peut plus jouer de saxophone, et un tremblement l'empêche d'écrire à la main. Spalding décide alors de consacrer alors tout son temps au projet de son mentor, afin de l'achever avant sa mort. Elle arrête de tourner, prend une année de disponibilité de son cours à l'Université Harvard et s'installe à Los Angeles, pour travailler quotidiennement avec le compositeur,.

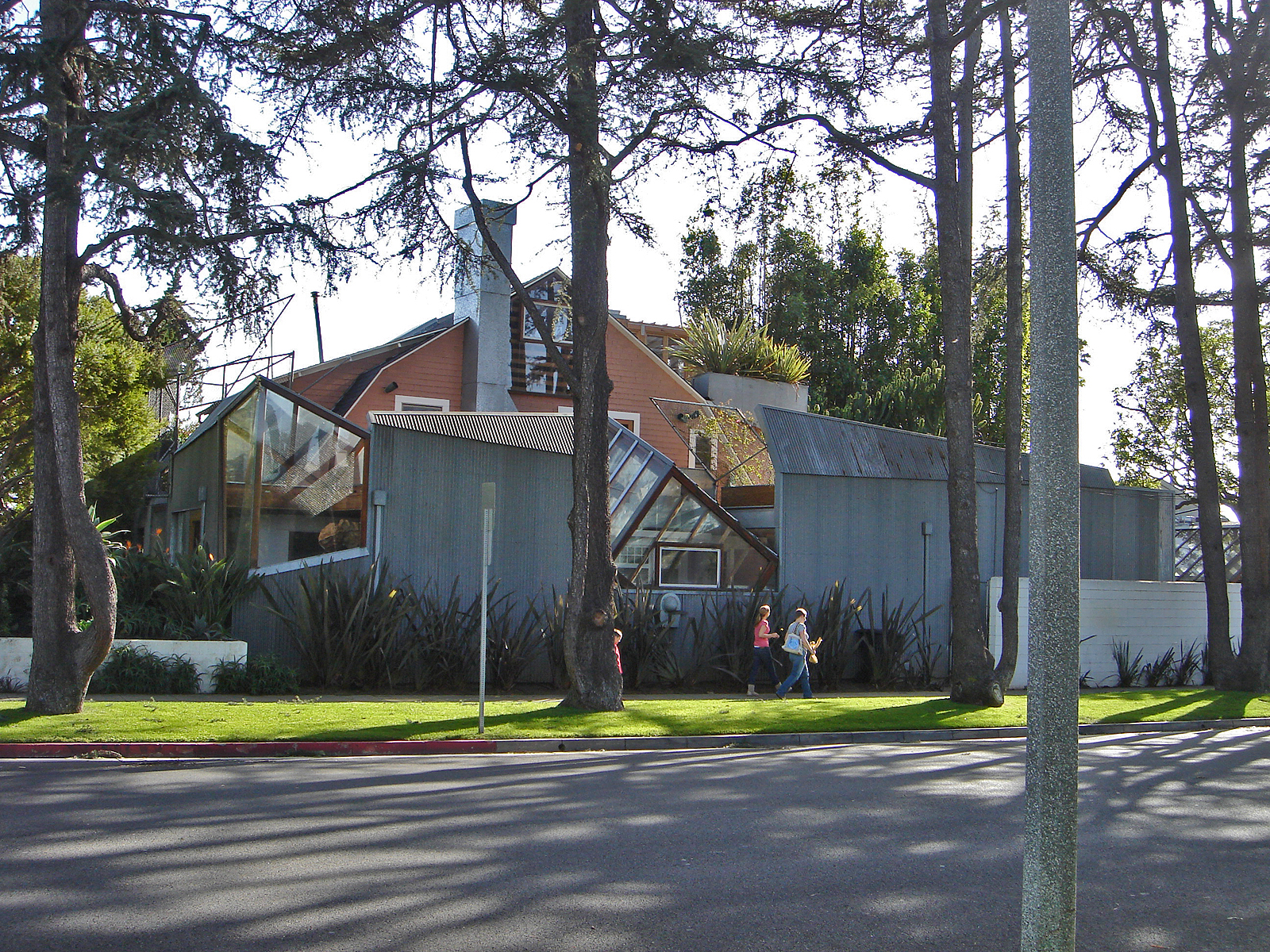
La maison de Frank Gehry, où la production s'est installée pendant la pandémie de Covid-19.

La pandémie de Covid-19 rendent les répétitions compliquées. Quand on découvre des moisissures dans la maison de Shorter, toute l'équipe emménage dans la maison inoccupée de Frank Gehry à Santa Monica. L'enthousiasme semble faire du bien au saxophoniste, et sa santé s'améliore : ayant retrouvé l'usage de ses mains, il se réveille fréquemment en pleine nuit pour aller écrire la musique. 
Une campagne de financement participatif est lancée sur Indiegogo en avril 2021 pour aider à la concrétisation de l'œuvre,.

## Musique

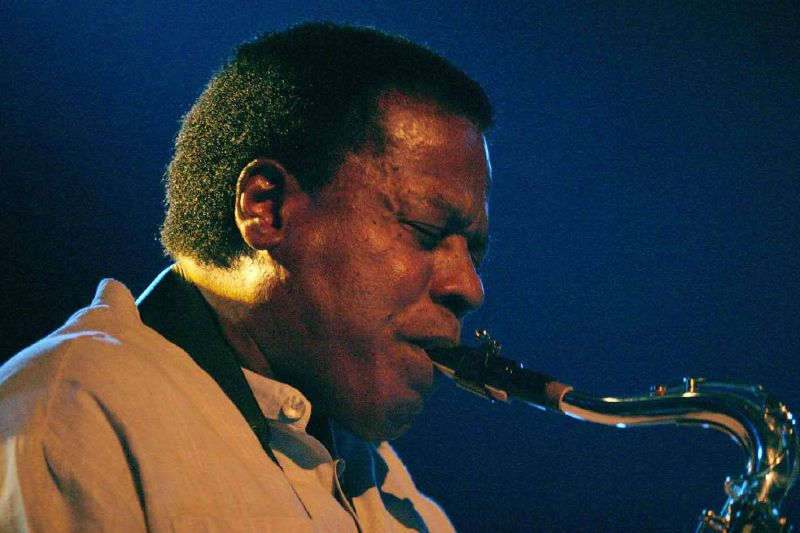
Le compositeur Wayne Shorter.

La musique composée par Shorter n'est pas du jazz, même si elle intègre certains éléments. Par contre, on retrouve les ingrédients de la musique de Shorter : richesse harmonique, rigueur, variété rythmique, gaieté. Selon le chef d'orchestre Clark Rundell : « la musique est littéralement théâtrale : quand l'ambiance devient trop sombre, la lumière arrive, et quand tout semble clair, les problèmes débarquent. C'est tellement riche que l'on en a des frissons ». Shorter compose sans noter de tempo ni de dynamique sur la partition, laissant au chef d'orchestre une liberté dans l'interprétation. Pour la metteuse en scène Lileana Blain-Cruz, la musique est difficile mais très ludique, permettant aux interprètes de s'amuser avec,.
Le quartet de Shorter, composé de Danilo Pérez, John Patitucci et Brian Blade (parfois remplacé par Jeff « Tain » Watts), est intégré à l'orchestre, et interagit avec les voix. Shorter n'a pas écrit leurs interventions : « ils connaissent cette musique, c'est le genre d'expérimentation que nous menons depuis 20 ans ». Le pianiste Danilo Pérez confirme : « nous avons développé un langage musical avec Wayne pour raconter ses histoires, langage très spécifique mais également très ouvert ».  Ainsi, au sein de la partition se trouvent des « fenêtres » permettant au quartet d'entrer et sortir.
Si la performance de Spalding est saluée, la critique relève qu'elle n'a pas une voix d'opéra, et que la faiblesse, relative, de sa voix peut gêner le spectateur.

## Livret

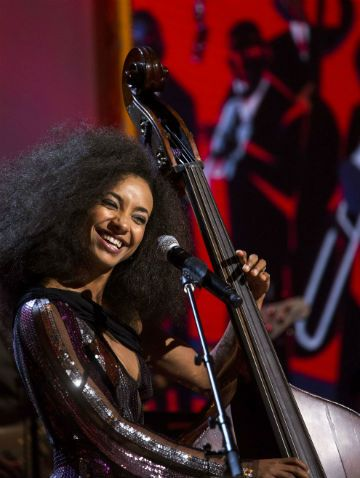
La librettiste Esperanza Spalding.

L'opéra est basé sur Iphigénie en Tauride, le dernière tragédie d'Euripide, qui raconte comment le roi Agamemnon, sur la route vers le champ de bataille de la guerre de Troie, tue accidentellement le cerf préféré d'Artémis. La déesse le somme alors de sacrifier sa fille Iphigénie,.
Après avoir constaté que les femmes sont bien souvent réduites à l'état d'objets, Spalding veut faire entendre la voix d'Iphigénie : « et si [les personnages féminins] contestaient le sort qui leur est réservé ? Et si les femmes s'emparaient du récit ? ». Les réflexions sur le récit sont notamment nourries par la lecture de L'Opéra ou La défaite des femmes de Catherine Clément, dans lequel la philosophe décrit l'opéra comme une forme narrative qui impose la soumission ou la mort du personnage féminin,. Spalding intègre dans son livret des textes écrits par la musicienne et chercheuse Ganavya et par les poètesses Joy Harjo et Safiya Sinclair (en),.
Sur scène, six Iphigénie expriment chacune une facette du personnage et incarnent ses contradictions. Chacune d'elles est sacrifiée à différents moments du récit. Brenda Pressley joue Usher, une ainée qui voit et comprend tout ce qui se passe, et qui ouvre l'opéra en s'interrogeant sur le récit,,. Les soldats grecs, fêtards, cruels et conquérants, considèrent toutes les Iphigénie comme interchangeables, et ne voient en elles que des objets d'un sacrifice,. La fin est improvisée à chaque représentation de l'opéra.

## Première
À cause de la pandémie de Covid-19, la première est retardée d'un an. L'opéra est joué à l'ouverture de la saison 2021, les 12 et 13 novembre au ArtsEmerson de Boston. Il est ensuite joué, avec quelques révisions, au Kennedy Center les 10 et 11 décembre, représentations qui affichent complet, ainsi qu'au Cal Performances de Berkeley et à Santa Monica en février 2022,,,.